# Hamaditas

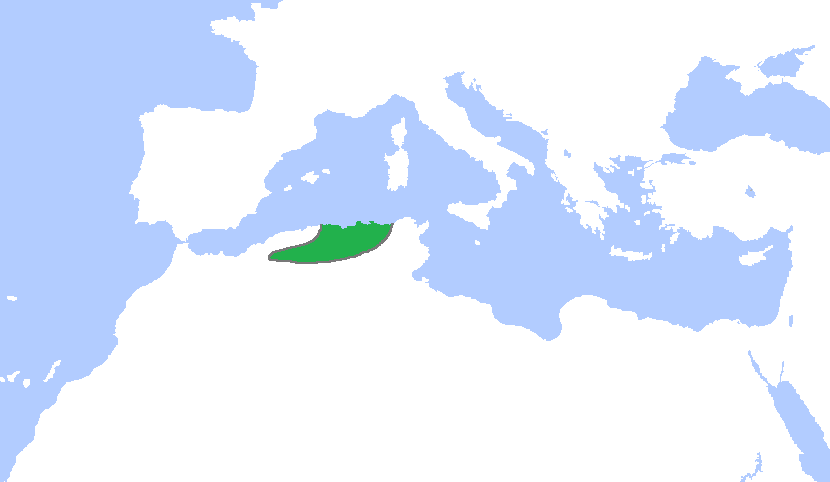
Distribución del reino hamadita.

Los hamaditas, hamadíes o Banu Hammad fueron una dinastía bereber que reinó un área que corresponde aproximadamente al norte de la moderna Argelia durante un siglo y medio (1008-1152), hasta que fueron destruidos por el Imperio almohade. Poco después de llegar al poder, rechazaron la doctrina ismaelita de los fatimíes, y volvieron al sunismo malikí, reconociendo a los califas del Califato abasí como los legítimos.

Hamaditas, ziríes y almorávides y las expediciones de los Banu Hilal.

Su capital era en un principio al-Qal'a de Beni Hammad, fundada en 1007 y ahora declarada Patrimonio de la Humanidad por la Unesco. En 1014 Hammad ibn Buluggin, un bereber que había sido nombrado gobernador del Magreb central, se declaró independiente de los ziríes, que en ese momento gobernaban la mayor parte del Magreb desde Marruecos a Túnez, y obtuvo el reconocimiento del califa abasí de Bagdad. Los ziríes enviaron un ejército contra él, pero dos años más tarde se firmó la paz, aunque el zirí reconoció la legitimidad hamadí solamente en 1018.
Hammad fundó la nueva capital en al-Qal'a de Beni Hammad. Con la amenaza de los Banu Hilal en aumento, la trasladó a Bugía, que se convirtió en una de las ciudades más prósperas del Mediterráneo medieval (1052) y que fue la capital definitiva de 1090 en adelante.
A principios del siglo XII, entró en crisis por las invasiones árabes venidas del este.